# Janko Strel
Janko Strel, slovenski kineziolog, univerzitetni profesor in politik, * 24. maj 1947 + 3.? junij 2022.
Med 3. novembrom 1994 in 15. junijem 2000 je bil državni sekretar Republike Slovenije na Ministrstvu za šolstvo, znanost in šport Republike Slovenije.
Bil je mdr. redni profesor Fakultete za šport in zaslužni profesor Univerze v Ljubljani.
Leta 2014 je prejel častni križ za življenjsko delo, priznanje svetovne zveze športnih pedagogov.